# Kamran Ağayev
Kamran Adilxan oğlu Ağayev [kamran ágajev] (* 9. února 1986 Şabran, Ázerbájdžánská SSR, SSSR) je ázerbájdžánský fotbalový brankář a reprezentant, od července 2017 hráč českého klubu FK Mladá Boleslav. Mimo Ázerbájdžán působil na klubové úrovni v Turecku a Portugalsku, od léta 2017 je v České republice.
Za rok 2008 se stal ázerbájdžánským fotbalistou roku.

## Klubová kariéra
- Şəfa Bakı FK 2001–2004
- Turan Tovuz 2004–2006
- FK Xəzər Lənkəran 2006–2013
- FK Baku 2013
- Qəbələ FK 2014–2015
- Kayserispor 2015
- Karşıyaka SK 2015
- Inter Baku 2016
- Boavista Porto 2016–2017
- FK Mladá Boleslav 2017–[4]

## Reprezentační kariéra
Kamran Ağayev má za sebou starty za mládežnické výběry Ázerbájdžánu v kategorii U18.
V A-mužstvu Ázerbájdžánu debutoval 6. 9. 2008 v kvalifikačním utkání v Cardiffu proti reprezentaci Walesu (prohra 0:1). V roce 2016 načal šestou desítku startů v dresu ázerbájdžánského národního týmu.